# Кордт, Эрих
Эрих Кордт (нем. Erich Kordt; 10 декабря 1903, Дюссельдорф, Германская империя — 11 ноября 1969, Дюссельдорф, ФРГ) — немецкий дипломат, профессор.
Член НСДАП с 1937 года, штурмбаннфюрер СС (1939).

## Биография
После получения юридического образования и защиты докторской диссертации с 1928 работал в германском министерстве иностранных дел.
В мае 1935 года сопровождал Риббентропа в Лондон для подписания англо-германского морского соглашения. Член НСДАП с 1937 года.
В 1938 году вместе с братом Теодором был вовлечён в «заговор Остера», имевший целью отстранение нацистов от власти и в случае развязывания им войны с Чехословакией за Судеты.
С 1941 года работал в германском посольстве в Токио (Япония), в 1943—1945 годах поверенный в делах посольства в Нанкине (Китай). В Японии оказался информатором (вероятно, невольным) советского разведчика Рихарда Зорге и едва не стал жертвой подосланного японцами убийцы.
В 1946 году вернулся в Германию впоследствии жил в ФРГ. Участвовал в качестве свидетеля в Нюрнбергском процессе в 1948 году. Так как имел связи с движением Сопротивления, был реабилитирован в процессе денацификации. С 1951 года преподаватель в дипломатическом корпусе ФРГ, профессор международного права в Кёльнском университете, заведующий отделом министерства, председатель комиссии по вопросам отношений между Востоком и Западом при Министерстве иностранных дел ФРГ.
Старший брат Эриха Кордта Теодор также служил дипломатом, после войны был назначен послом ФРГ в Греции.
Автор книги «Иллюзия и реальность» (нем. «Wahn und Wirklichkeit»), выпущенной в Штутгарте в 1947 году.